# Una coppia voluta da Dio
Una coppia voluta da Dio (Rab Ne Bana Di Jodi, in Hindi: - रब ने बना दी जोड़ी ) è un film di Bollywood del 2008, diretto da Aditya Chopra, con Shah Rukh Khan.
Vi sono inoltre molte comparse speciali da parte di star del cinema indiano.
Il titolo significa letteralmente "Un incontro fatto da Dio".
Il 14 agosto 2012 è stato trasmesso da Rai Movie con il titolo Un incontro voluto dal cielo con una durata più breve (79') rispetto all'originale, tagliando tutta la prima parte e facendo cominciare il film con i due protagonisti già sposati.

## Trama
Surinder Sahni è un uomo timido e semplice che lavora come impiegato per la società elettrica del Punjab. 
Quando un suo ex professore che gli era affezionato lo invita al matrimonio della figlia Taani, se ne innamora a prima vista. Proprio nel giorno previsto per il matrimonio, il promesso sposo muore tragicamente in un incidente stradale: il padre di Taani ha un malore per lo shock, e prima di spirare prega i due di sposarsi affinché la giovane figlia non resti sola. Obbedendo all'ultimo desiderio dell'anziano, Taani e Suri si sposano il giorno successivo e tornano a casa di lui. 
Ritrovandosi orfana, sola, sposata ad un estraneo in una città sconosciuta dopo aver visto infrangersi il suo sogno all'improvviso, Taani si chiude in un triste isolamento. Suri la rispetta, lasciandole la propria camera da letto solo per lei.
Il giorno successivo Taani, sola in casa mentre il marito è al lavoro, viene spaventata da un uomo che grida arrabbiato davanti alla porta minacciando Suri: si tratta in realtà del suo migliore amico Bobby, furioso per non essere stato informato del matrimonio. Sopraggiunge Suri, che gli racconta l'accaduto ottenendo la sua comprensione. 
Nel frattempo i colleghi dell'ufficio hanno scoperto del matrimonio e si sono autoinvitati in massa a cena da Suri, suo malgrado, per conoscere la sposa. Dopo un'iniziale riluttanza, nonostante il suo dolore Taani si presenta alla festa deliziando tutti. Quando gli ospiti sono andati via, si scusa con Suri per averlo completamente ignorato finora, gli promette che si impegnerà ad essere una buona moglie ma lo avverte che non potrà mai amarlo perché ha sofferto troppo. Lui risponde di non aver mai conosciuto l'amore, e le promette di non chiederle mai più di quanto lei si sentirà di potergli dare. Aspetta che lei se ne sia andata e non lo possa sentire, per aggiungere che è disposto a tutto pur di vederla felice perché la ama. I due continuano così a vivere insieme interagendo a malapena e senza condividere nessuna intimità, anche se dal giorno successivo Taani entra nel ruolo di una perfetta moglie casalinga. I piccoli gesti di cura e attenzione che lei gli riserva bastano a Suri per rallegrarsi e sperare che l'amore prima o poi sboccerà (Haule haule). 
Col passare del tempo, Taani recupera lo spirito di un tempo: si appassiona al cinema, ricominciando a sognare l'amore, e inizia a frequentare un corso di ballo, attività nella quale Suri la supporta moralmente ed economicamente, suscitando in lei una gratitudine e un rispetto che vireranno presto in senso di colpa e amarezza. 
Nel frattempo Suri si confida nuovamente con l'amico Bobby, barbiere, il quale, commosso, decide di aiutarlo dandogli un nuovo look che lo aiuterà a conquistarla rendendolo simile agli eroi romantici dei film che lei tanto ama. Eliminati baffi e occhiali, modernizzato il taglio di capelli e abbandonati gli abiti dimessi da grigio impiegato per un look aggressivo e appariscente, Suri è a detta di Bobby irriconoscibile. 
La sua idea iniziale è di andare alla scuola di ballo, osservare Taani senza farsi vedere e poi sorprenderla a casa, ma una volta lì Suri viene suo malgrado coinvolto in una procedura di formazione casuale di coppie ai fini di una gara di ballo, a seguito della quale si ritrova in coppia proprio con Taani, la quale in effetti non lo riconosce. In parte preso dal panico, in parte intuendo le potenzialità della situazione, si presenta come "Raj" e dà corso a tutte le parti di sé che non riesce a esprimere normalmente: allegro, divertente, brillante e spudorato nel flirtare con Taani. Lei inizialmente lo respinge, seccata perché lui sembra più concentrato sul tentare di sedurla che sul prepararsi per la gara di ballo, ma poi ci ripensa e gli propone di allenarsi insieme anche al di fuori delle lezioni. (Dance pe chance)
Suri inizia così una doppia vita, riuscendo a non farsi scoprire da Taani. Crescono però in lui dubbi, confusione e ambivalenza: l'amicizia tra Taani e "Raj" è carica di tensione romantica, e se da un lato Suri è felice di riuscire finalmente a esprimere i suoi sentimenti e a vivere la relazione con lei da una nuova prospettiva, vorrebbe però essere amato per quello che è. 
Durante una conversazione "Raj" domanda a Taani cosa desideri davvero e lei risponde che qualsiasi ragazza desidera soprattutto sentirsi amata. Lui allora con uno stratagemma la conduce a trascorrere un'intera giornata insieme, durante la quale visitano un tempio, una moschea e una chiesa. Raj confessa apertamente a Taani di vedere Dio in lei (Tujh Mein Rab Dikhta Hai) , e quando si fa buio la conduce su una collina da dove, grazie all'aiuto di un collega della società elettrica, le mostra tutte le luci della città spegnersi e riaccendersi a formare la frase "Ti amo". 
Taani è soprattutto turbata, e confessa a Raj di essere sposata, solo per sentirsi rispondere che lui lo ha sempre saputo ma non gli importa, non le chiede nulla e vuole soltanto manifestarle il suo amore. 
Il giorno dopo, Suri porta Taani a una fiera a tema Giappone organizzata dalla sua azienda, durante la quale è messo in palio un viaggio appunto in Giappone per due persone a chi riuscirà a sconfiggere un lottatore di sumo. Suri lo affronta e ne esce incredibilmente vincitore, a prezzo di svariate ferite. Una volta a casa, Taani nel medicarlo lo critica duramente per l'incoscienza, al che lui risponde di averlo fatto solo per farla felice donandole un viaggio che non potrebbero permettersi altrimenti. 
Taani, come poco prima con Raj, si sente sopraffatta, immeritevole dell'amore che riceve e tuttavia impossibilitata a ricambiarlo. I due si congedano con rancore, ma il giorno dopo in un reciproco tentativo di riappacificarsi vanno al cinema insieme. Mentre Suri si gode entusiasta la scena in cui la protagonista smette di ballare con un damerino avvenente per andare ad abbracciare l'uomo occhialuto che li guardava triste in disparte, Taani lascia la sala, turbata. 
Suri non la trova a casa, ma lei chiede di Raj nel salone auto dove si incontrano abitualmente per esercitarsi nel ballo. Qui Taani confessa a Raj che lui è riuscito a farle provare nuovamente amore e lo prega di fuggire insieme. Lui, in parte felice e in parte affranto per essersi praticamente portato via la moglie da solo, accetta e le promette che la porterà via la notte successiva, dopo la finale della gara di ballo.  
La mattina dopo, Taani e Suri si recano al tempio e pregano: lui chiede a Dio che lei sia felice qualunque sia la sua scelta; lei Gli chiede di mostrarSi e farle capire qual è la cosa giusta da fare. Riaprendo gli occhi al termine della preghiera, Taani vede davanti a sé proprio Suri, comprende così che il vero amore è il suo e che finalmente riesce a vedere Dio in lui. (Tujh Mein Rab Dikhta Hai - female version)
La sera, appena prima di entrare in scena, dichiara a Raj che non può più fuggire con lui perché ha capito di amare suo marito. 
Dopo aver pianto di nascosto per la felicità, lui entra in scena nei panni di Suri, facendo così finalmente comprendere tutta la verità a una stupefatta Taani. I due vincono la gara di ballo con una meravigliosa esibizione (Rab ne bana di jodi), e appena fuori dalla scena lei commenta: "mi hai mentito", ma abbracciandolo continua: "mi hai mentito quando mi hai detto che non sapevi cos'è l'amore". 
In un lungo epilogo, un felicissimo Suri mostra e commenta a Bobby le tenere fotografie del viaggio di nozze in Giappone della coppia, finalmente davvero tale. 